# Купричев, Юрий Егорович
Юрий Егорович Купричев — советский хозяйственный и государственный деятель, лауреат Государственной премии СССР за выдающиеся достижения в труде.

## Биография
Родился в 1943 году в Копейске. Член КПСС.
В 1960—1990 — токарь цеха номер 6 Копейского машиностроительного завода.
За творческую активность и инициативу по наращиванию топливно-энергетических ресурсов и существенному повышению эффективности производства на основе интенсификации производственных процессов и наиболее полного использования горной и буровой техники был в составе коллектива удостоен Государственной премии СССР за выдающиеся достижения в труде 1977 года.
Депутат Верховного Совета РСФСР 11-го созыва. Делегат XXVI съезда КПСС.
Почётный гражданин Копейска.
Живёт в Копейске.

## Награды
- Орден Ленина
- Орден Трудового Красного Знамени